# Daniel (álbum de 2016)
Daniel é o décimo quarto álbum de estúdio e o sétimo DVD do cantor brasileiro Daniel em carreira solo. Foi gravado ao vivo entre os dias 15 e 16 de junho de 2016 no Studio Vip, em São Paulo, e lançado em 16 de setembro do mesmo ano pela Universal Music. Teve como sucessos as canções "Inevitavelmente", "Desandou", "Amores Seletivos" e "Discurso Ensaiado", com a participação especial de Luan Santana. Em 16 de novembro, a versão Deluxe (CD + DVD) do projeto foi lançada, trazendo os registros da gravação do álbum. O álbum conquistou um disco de ouro pelos mais de 80 milhões de streams nas plataformas digitais.
O álbum foi nomeado na categoria Melhor Álbum de Música Sertaneja na 18.ª entrega anual do Grammy Latino, e venceu.

## Sobre o álbum
Após um hiato de cinco anos sem lançar um álbum de músicas inéditas, sendo que o último foi Pra Ser Feliz (2011), Daniel lançou o álbum homônimo, que trouxe um retorno ao sertanejo e ao romantismo, com músicas contendo arranjos contemporâneos, mas sem fugir de sua essência romântica, criada na época da dupla com João Paulo. "Queria um projeto com canções inéditas, eu já estava me cobrando para isso e achei que seria legal para os fãs, já que o anterior foi há cinco anos. Ficou com a minha cara, mas com uma pitada de arranjo diferente. Tem uma vibe romântica, mas muito pop;" comentou. "Não é clichê dizer que cada álbum nasce de maneira diferente do outro porque, depois de tantos discos e DVDs lançados, senti novamente aquele friozinho na barriga ao cantar músicas inéditas ao vivo. Uma experiência muito diferente para mim,
começou a ser desenhada quando escolhemos o Dudu Borges para produzir este projeto, e não posso deixar de agradecer a dedicação e o carinho dele, além do profissionalismo que demonstrou desde o início;” ressaltou.
O álbum foi gravado ao vivo em estúdio, com Daniel no centro e a banda ao seu redor, ideia sugerida pelo próprio Borges. A intenção era de deixar o cantor mais próximo do seu público, Dudu lhe disse que a gravação em um estúdio fechado, em cima de um playback, ficaria muito frio, engessado, foi aonde surgiu a ideia da gravação. "É a primeira vez que a gente registra em vídeo a gravação de um CD ao vivo, valendo mesmo, dentro do estúdio. Um formato muito intimista e diferente de tudo que eu já havia feito;" comentou. A adição de segundas vozes as canções aconteceu logo após a finalização do CD, também uma sugestão de Dudu. Quando perguntado sobre o hiato de novidades, Daniel explicou: “Não queria colocar umas quatro inéditas no meio de um álbum de regravações. Esse momento é um momento de virada de página, um novo ciclo. O legado dos 30 anos já ficou. Daqui para a frente é vida nova. E porque não renovar essa coisa do repertório?” questionou.
Inicialmente, o álbum tinha previsão de lançamento para agosto, porém, acabou sendo adiado para setembro, por coincidência, três dias após o aniversário da morte de seu parceiro. Também foi lançado em pré-venda digital no iTunes em 26 de agosto, para quem o adquirisse, eram liberadas 4 músicas de imediato. O disco ganhou o seu nome, assim como o seu primeiro álbum em carreira solo, lançado em 1998. O cantor optou por não usar o nome de nenhuma faixa do álbum como título, pois queria que o público escolhe-se qual é a música mais importante do projeto.

## Lista de faixas
| N.º            | Título                                                                      | Compositor(es)                                                                                            | Duração |  |
| 1.             | "Discurso Ensaiado (citação musical: Adoro Amar Você)" (part. Luan Santana) | Breno César / Caio César / Elias Muniz / Luan Santana / Max Wick (Adoro Amar Você: Peninha / Elias Muniz) | 3:57    |  |
| 2.             | "Inevitavelmente"                                                           | Cesar Lemos / Edu Valim / Renan Valim                                                                     | 3:27    |  |
| 3.             | "Direção do Vento" (part. César Menotti)                                    | Rodrigo Lisboa / Breno Vieira                                                                             | 2:58    |  |
| 4.             | "Prova de Fogo"                                                             | Jujuba / Menudo                                                                                           | 3:05    |  |
| 5.             | "Estrela"                                                                   | Cesar Lemos                                                                                               | 3:19    |  |
| 6.             | "Amores Seletivos"                                                          | Dudu Borges / Magno Sant'anna / Tierry                                                                    | 3:32    |  |
| 7.             | "Golpe Baixo" (part. Diego)                                                 | Breno Casagrande / Samir / Tierry                                                                         | 2:51    |  |
| 8.             | "Quero Todos os Seus Defeitos" (part. Marcos)                               | Cesar Lemos                                                                                               | 3:38    |  |
| 9.             | "Grama do Quintal"                                                          | Bruno Caliman                                                                                             | 4:20    |  |
| 10.            | "Desandou"                                                                  | Peninha / Elias Muniz                                                                                     | 3:30    |  |
| Duração total: | Duração total:                                                              | Duração total:                                                                                            | 34:38   |  |

## Certificações e vendas
| Brasil (ABPD)                             | Ouro | 2023 | 80.000.000* |
| *número de vendas baseado na certificação |      |      |             |

## Prêmios e indicações
| Ano  | Premiação     | Categoria                        | Resultado | Ref.         |
| ---- | ------------- | -------------------------------- | --------- | ------------ |
| 2017 | Grammy Latino | Melhor Álbum de Música Sertaneja | Venceu    | [ 14 ] [ 7 ] |

## Videoclipes
Duas canções do álbum ganharam videoclipes:
A primeira foi "Inevitavelmente", cujo videoclipe foi gravado em etapas. A primeira etapa foi a cena em que Daniel interpreta a canção no palco do Cine São José, em Brotas, São Paulo, sua cidade natal. A segunda etapa da gravação foi com o casal que incorpora a história de amor, com imagens na Ilha do Mel, e na cidade de Maringá no estado do Paraná. Com direção de Jacques Junior, o objetivo do clipe é mostrar a solidão do personagem, que se sente vazio e no escuro sem a presença de sua amada.
A segunda foi "Desandou", que teve o seu videoclipe gravado na cidade de Figueira da Foz, distrito de Coimbra, em Portugal, durante uma série de shows que o cantor realizou na Europa, durante o mês de maio, com direção de Renato Ferreira.